# ال اسپینوزا
ال اسپینوزا (انگلیسی: Al Espinosa؛ ۲۴ مارس ۱۸۹۱ – ۴ ژانویهٔ ۱۹۵۷) یک گلف‌باز بود.